# Eduardo Acevedo
Eduardo Mario Acevedo Cardozo (Montevidéu, 25 de setembro de 1959) é um treinador de futebol uruguaio. Atualmente comanda o Defensor Sporting.
Acevedo conquistou grande repercussão na mídia esportiva brasileira por declarar antes do confronto na Copa Libertadores da América de 2010 contra o Cruzeiro Esporte Clube que sua equipe possuía mais tradição que o Cruzeiro e que a defesa do Cruzeiro possuía falhas. Logo em seguida, o time comandado por ele perdeu os dois confrontos consecutivos contra o Cruzeiro, por 3 a 1 no primeiro jogo e 3 a 0 no segundo.

## Títulos

### Como jogador
Defensor
- Liguilla Pre-Libertadores:1981

Uruguai
- Copa América: 1995

### Como treinador
Cerro
- Liguilla Pre-Libertadores:	2009

Defensor Sporting
- Torneio Apertura: 2017